# 門田ゆたか

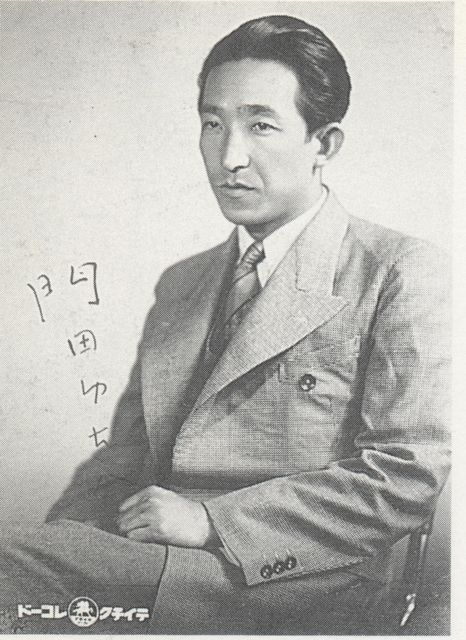
門田ゆたか

門田 ゆたか（かどた ゆたか、1907年（明治40年）1月6日-1975年（昭和50年）6月25日）は昭和期の作詞家。本名門田 穣。

## 経歴
福島県信夫郡福島町（現・福島市）出身。早稲田大学文学部仏蘭西文学科中退。
西條八十に師事、後に作詞家となり、1933年（昭和8年）、ビクターレコードより「東京祭」でデビュー。
1936年（昭和11年）、藤山一郎の「東京ラプソディ」が大ヒット。
その他の代表作には、灰田勝彦・大谷冽子「ジャバのマンゴ売り」、岡晴夫「東京の花売娘」（佐々詩生名義）、藤山一郎「ニコライの鐘」、美空ひばり「私のボーイフレンド」、「ひばりが唄えば」、コロムビア・ローズ「プリンセス・ワルツ」、「ロマンスガイド」などを作詞。
ハワイアンを多数作詞したことでも有名で、「小さな竹の橋で」、「月の夜は」、「林檎の木の下で」などを作詞。
1975年（昭和50年）6月25日、心不全で死去。享年68。

## 代表曲
- 『東京祭』（昭和8年6月） 作曲：古賀政男、歌：藤本二三吉、松平晃
- 『東京ラプソディ』（昭和11年6月） 作曲：古賀政男、歌：藤山一郎
- 『旅時雨』（昭和12年8月） 作曲：大久保徳二郎、歌：楠木繁夫
- 『ジャバのマンゴ売り』（昭和17年7月） 作曲：佐野鋤、歌：、灰田勝彦、大谷洌子
- 『ジャバの宝船』（昭和19年1月） 作曲：佐野鋤、歌：灰田勝彦
- 『東京の花売娘』（昭和21年6月） 作曲：上原げんと、歌：岡晴夫
- 『泣かないで』（昭和23年12月） 作曲：松井八郎、歌：平野愛子
- 『純情ブルース』（昭和25年2月） 作曲：仁木他喜雄、歌：岡本敦郎
- 『私のボーイフレンド』（昭和25年4月） 作曲：原六朗、歌：美空ひばり
- 『私とピアノ』（昭和25年6月） 作曲：原六朗、歌：二葉あき子
- 『青空天使』（昭和25年6月） 作曲：万城目正、歌：美空ひばり
- 『ニコライの鐘』（昭和26年12月） 作曲：古関裕而、歌：藤山一郎
- 『敦賀ブルース』(昭和29年8月)　作曲：レイモンド服部、歌：黒木曜子
- 『紅いサラファン』（昭和30年10月） 作曲：古関裕而、歌：織井茂子
- 『長崎の夜』（昭和30年12月） 作曲：竹岡信幸、歌：霧島昇
- 『プリンセス・ワルツ』（昭和32年9月） 作曲：原六朗、歌：コロムビア・ローズ
- 『ロマンスガイド』（昭和32年10月） 作曲：船村徹、歌：コロムビア・ローズ